# Processus styloïde de l'ulna
Le processus styloïde de l'ulna (ou apophyse styloïde du cubitus) est une proéminence osseuse de l'épiphyse distale de l'ulna dans l'avant-bras.

## Structure
Le processus styloïde de l'ulna est une saillie conique située en dedans et légèrement en arrière de l'épiphyse distale de l'ulna. Il descend un peu plus bas que la tête.
Il est séparé de la circonférence articulaire de la tête de l'ulna par une dépression permettant la fixation de l'apex du disque articulaire radio-ulnaire distal et à l'arrière par une rainure peu profonde pour le passage du tendon du muscle extenseur ulnaire du carpe.
Sa longueur varie entre 2 mm et 6 mm.
Son extrémité arrondie donne insertion au ligament collatéral ulnaire du carpe.

## Aspect clinique

### Fracture du processus styloïde de l'ulna
La fracture du processus styloïde de l'ulna peut être isolée ou associée à une fracture du radius (50 à 60% des cas dans la fracture de Pouteau-Colles).
Elle peut être de
- type 1 : fragment de petite taille et articulation radio-ulnaire distale stable,
- type 2 : fracture au niveau de la base du processus..

Elle peut se traiter par immobilisation dans les deux types s'il n'y a pas de déplacement. Le traitement sera chirurgical si l'articulation radio-ulnaire distale est déstabilisée ou dans le type 2 avec un déplacement supérieur à 2 mm.

### Syndrome de l'ulna long
L'ulna peut être trop long par rapport au radius. La cause peut être d'origine congénitale ou acquise. Dans ce cas le processus styloïde excessivement long de l'ulna peut provoquer un contact douloureux avec l'os triquetrum. Le traitement est souvent chirurgical.

### Attelle de poignet
La position de l'apophyse styloïde de l'ulna par rapport au poignet doit être prise en compte lors de la pose d'une attelle de poignet. Ceci est important pour prévenir une ischémie de pression.